# Liste der Schulformen in Österreich

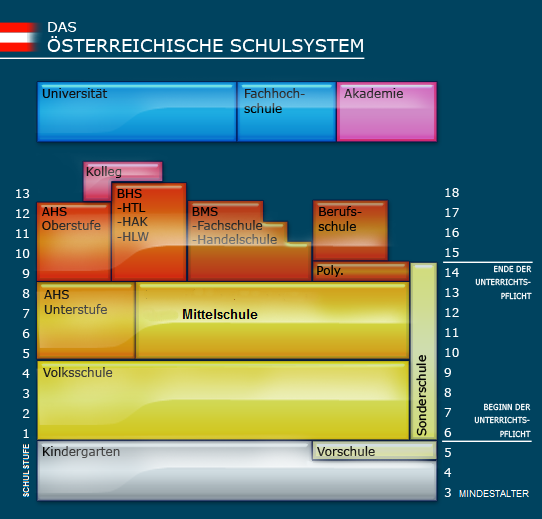
Die verschiedenen Schultypen in Österreich, systematische Gliederung, nach ISCED koloriert

Diese Liste der Schulformen in Österreich gibt eine Übersicht über die Schulformen im Bildungssystem in Österreich. Die Organisationsformen der Schulen sind seit der Bildungsreform 2017 durch die Bildungsdirektionen geregelt.
Die Statistik Austria erfasste im Schuljahr 2023/24 insgesamt 5936 Schulen.

## Österreichische Schulformensystematik
Das Unterrichtsministerium hat eine einheitliche Systematik der Schulformen erstellt. Dieses weist jeder Schulform eine Dekadische Signierung (hierarchisch) und eine Schulformkennzahl zu, sowie eine verbindliche Langbezeichnung von Schulkategorien, -sparten, -arten bzw. -gruppen (Langtext).
- Die Unterteilung gliedert sich systematisch, nach dem Bildungsinhalt der Schulen, in Schulkategorien (einstellige dekadische Signierung), Schulsparten (zweistellig), Schularten (dreistellig), sowie Schulformen, Sonderformen, Schulversuche usw. (vorangestellter «*» ohne dekadische Signierung). Dieses System kann Veränderungen des Bildungssystems nachgeführt werden.
- Die Schulformkennzahl ist eine historisch gewachsene Systematik. Sie wird für jede (Einzel-)Schulform, also jeden Lehrplan, vergeben, und ändert sich nie.

Zusätzlich ist jede einzelne Schule neben dem Typus mit einer eindeutigen Schulkennzahl registriert, in die die Verwaltungsgliederung eingeht.

## Liste von Schultypen
- Abk. … Abkürzung der Schulform, es ist üblich, mehrere Schulformen im Schulnamen aneinanderzufügen, entweder mit «/» HAK/HAS, mit «,» oder aneinandergefügt wie GRGORG (Gym./RG/ORG)
- d.S. … dekadische Signierung
- St. … Schulstufen der Form
- ISCED … International Standard Classification of Education
- Abs. … Abschluss mit Lehrabschlussprüfung (LAP), Abschlussprüfung (AP), Reifeprüfung (* – Matura, Studienberechtigung), Diplom (**),[2] Sonstige abschließende Prüfung (sonst.)
- Vorsortierung nach Abkürzung

| Schultyp                                                                                       | Abk.                   | d.S.            | St.        | Ebene                                                 | ISCED        | Abs.       | Anmerkung | Anzahl                        |
| ---------------------------------------------------------------------------------------------- | ---------------------- | --------------- | ---------- | ----------------------------------------------------- | ------------ | ---------- | --- | ----------------------------- |
| Allgemein bildende Schule                                                                      | ABS                    | 1               |            | Alle Stufen                                           | 1–4A         | (*)        | Schulkategorie aller Schulen ohne beruflichen Abschluss | 5936 (2023)                   |
| Aufbaugymnasium                                                                                | AG                     | 13.7            | 04 ∗       | Oberstufenform AHS ∗                                  | 3A           | *          | Schulart einer Oberstufenform der AHS | 2 (mit BAG, 2012)             |
| Allgemein bildende höhere Schule                                                               | AHS                    | 1.3             | 04–9 ∗     | AHS ∗                                                 | 3A           | *          | Schulsparte aller Schulen mit Matura, aber ohne beruflichen Abschluss, mit oder ohne Unterstufe | 357 (2023/24)                 |
| Aufbaulehrgang                                                                                 | AL/AUL                 | div.            | 02/3       | Postsekundarform                                      | 4B           | */**       | Schulformen der postsekundaren Lehrgänge für einen höheren Abschluss nach der Fachschule |                               |
| Allgemein bildende mittlere Schule                                                             | AMS                    | 1.2             | 04         | Mittelstufe                                           | 2            |            | Schulsparte aller nicht weiterführenden Schulen (B), neu eingeführt | 323 (NMS 2011/12)             |
| Allgemein bildende Pflichtschule                                                               | APS                    | 1.1             |            | Grundstufe, Mittelstufe, 9. Schuljahr                 | 1–2, 3C      |            | Schulsparte aller Schulen, die zur Absolvierung der Unterrichtspflicht mindestens notwendig sind: VS, HS, Sonderschule, PS                                                                                 | 4.429 (2011/12)               |
| Aufbaurealgymnasium                                                                            | ARG                    | 13.7            | 04 ∗       | Oberstufenform AHS ∗                                  | 3A           | *          | Schulart eines AG mit Schwerpunkt realistische Fächer, entspricht dem ORG | 4 (mit BARG, 2012)            |
| Allgemeine Sonderschule                                                                        | ASO                    | 11.3            |            | Grundstufe, Mittelstufe, 9. Schuljahr                 | –            | –          | Schule mit mehreren Formen der Sonderschule → SO |                               |
| Bildungsanstalt                                                                                | BA                     | –               | div.       | Postsekundarform                                      | 4A/4B        | **         | Sammelbegriff für postsekundare berufsbildende Schulen |                               |
| Bundes-Aufbaugymnasium                                                                         | BAG                    | 13.7            | 04 ∗       | Oberstufenform AHS ∗                                  | 3A           | *          | Oberstufenform der AHS in Bundesträgerschaft | 1 (2012)                      |
| Berufsbildende Akademie                                                                        | BAK                    | 2.4             |            | Postsekundarform                                      | 4B           | **         | Schulsparte aller postsekundaren Schulen mit Diplomabschluss (unbenutzt) | −                             |
| Bildungsanstalt für Elementarpädagogik                                                         | BAfEP                  | 33.1            | 05/2 ∗     | Oberstufen- oder Postsekundarform                     | 4B           | */**       | Schulart einer höheren Schule für Kindergartenpädagogik (in Bundesträgerschaft) | 29 (2010)                     |
| Bundes-Aufbaurealgymnasium                                                                     | BARG                   | 13.7            | 04 ∗       | Oberstufenform AHS ∗                                  | 3A           | *          | AG mit Schwerpunkt realistische Fächer in Bundesträgerschaft, entspricht dem BORG | 1 (2012)                      |
| Bildungsanstalt für Sozialpädagogik                                                            | BASOP                  | 33.2            | 05/2 ∗     | Oberstufen- oder Postsekundarform                     | 4B           | */**       | Schulart einer höheren Schule für Sozialpädagogik (in Bundesträgerschaft) | 6 (2012)                      |
| Berufsbildende Schule                                                                          | BBS                    | 2               | 01–5 ∗     | Begleitende Schule, Oberstufen- oder Postsekundarform | 3B, 4A/B, 5B | (*)        | Schulkategorie aller Schulen mit beruflichem Abschluss, mit oder ohne Matura, sekundar und postsekundar | 927 (2011/12)                 |
| Bundesgymnasium                                                                                | BG                     | 13.2            | 08 ∗       | AHS ∗                                                 | 3A           | *          | Gym. in Bundesträgerschaft | 152 (2012)                    |
| Bundeshandelsakademie                                                                          | BHAK                   | 232.1           | 05 ∗       | Oberstufenform ∗                                      | 4A           | *          | Höhere Schule für Handelsberufe in Bundesträgerschaft | 98 (mit BG, 2012)             |
| Bundeshandelsschule                                                                            | BHAS                   | 222.1           | 03 ∗       | Oberstufenform ∗                                      | 3B           | AP         | Mittlere Schule für Handelsberufe in Bundesträgerschaft | 79 (mit BG, 2012)             |
| Berufsbildende höhere Schule                                                                   | BHS                    | 2.3             | 05 ∗       | Oberstufen- oder Postsekundarform                     | 4A           | */**       | Schulsparte aller Schulen mit Matura und beruflichem Abschluss; ohne Lehrer- und Erzieherbildung (LBS) | 306 (2011/12)                 |
| Berufsbildende mittlere und höhere Schule                                                      | BMHS                   | –               | 01–5 ∗     | Oberstufen- oder Postsekundarform                     | 3B, 4A/B, 5B | AP, */**   | Sammelbegriff aller Schulen mit beruflichem Abschluss; Dauer nach Fachrichtung; ohne Lehrer- und Erzieherbildung (LBS)                                                                                     | 536 (2011/12)                 |
| Berufsbildende mittlere Schule                                                                 | BMS                    | 2.2             | 01–4 ∗     | Oberstufen- oder Postsekundarform                     | 3B, 4B, 5B   | AP         | Schulsparte aller Schulen mit beruflichem Abschluss, aber ohne Matura; Dauer nach Fachrichtung; ohne Lehrer- und Erzieherbildung (LBS)                                                                     | 420 (2011/12)                 |
| Bundesoberstufenrealgymnasium                                                                  | BORG                   | 13.5            | 04 ∗       | Oberstufenform AHS ∗                                  | 3A           | *          | Weiterführende Schule mit Schwerpunkt realistische Fächer, in Bundesträgerschaft | 53 (2012)                     |
| Bundesrealgymnasium                                                                            | BRG                    | 13.3            | 08 ∗       | AHS ∗                                                 | 3A           | *          | Spezialform des Gym. mit Schwerpunkt realistische Fächer, in Bundesträgerschaft | 137 (2012)                    |
| Berufsschule (Berufsbildende Pflichtschule)                                                    | BS (BPS)               | 21.1 (2.1)      | 02–4       | Begleitende Schule                                    | 3B           | LAP        | Schulsparte/Schulart der dualen Berufsbildung mit Lehre | 143 (2023/24)                 |
| Forstfachschule (Fachschule für Land- und Forsttechnik)                                        | FFS                    | 225.8           | 03(4)      | Oberstufenform ∗                                      | 3B           | AP         | Schulform für Land- und forstwirtschaftliche Berufe, ohne Matura | 1 (2011/12)                   |
| Fachschule                                                                                     | FS                     | –               | 01–4 ∗     | Oberstufenform ∗                                      | 3B           | AP         | Sammelbegriff für alle BMS, mit Ausnahme der HAS und postsekundarer Formen, Dauer nach Fachrichtung |                               |
| Chorschule                                                                                     | –                      | 29.5 3904       | 15         | Grundstufe, Mittelstufe, teils vorschulisch           | (0)–3C       | sonst.     | Form der berufsbildenden Statutsschule | ?                             |
| Fachschule für wirtschaftliche Berufe                                                          | FW, FSWB (WMS)         | 22.3            | 01–3 ∗     | Oberstufenform ∗                                      | 3B           | AP         | Schulform einer Schule für Wirtschaftsberufe, ohne Matura | 82 (WMS 2011/12)              |
| Gymnasium                                                                                      | G(ym.)                 | 13.2            | 08 ∗       | AHS ∗                                                 | 3A           | *          | Schulart des Normaltyps der AHS | 204 (mit BG, 2012)            |
| Schulen und Akademien des Gesundheitswesens                                                    | (GUK)                  | 29.4            | 01–3       | Postsekundarform                                      | 4B           | **, sonst. | Schulart der Ausbildungen in Pflegeberufen, medizinisch-technischen Berufen, für Hebammen, den Sanitätsdienst, Masseure                                                                                    |                               |
| Handelsakademie                                                                                | HAK                    | 232.1           | 05 ∗       | Oberstufenform ∗                                      | 4A           | */**       | Schulform für Handelsberufe, mit Matura | 103 (mit BHAK, 2007)          |
| Handelsschule                                                                                  | HAS                    | 222.1           | 03 ∗       | Oberstufenform ∗                                      | 3B           | AP         | Schulform für Handelsberufe, ohne Matura | 105 (mit BHAS, 2007)          |
| Höhere Bundeslehranstalt                                                                       | HBLA                   | –               | 05 ∗       | Oberstufenform ∗                                      | 4A           | *          | Höhere berufsbildende Schule in Bundesträgerschaft | 234 (2011/12)                 |
| Höhere Bundeslehr- und Forschungsanstalt                                                       | HBLFA                  | –               | 05 ∗       | Oberstufenform ∗                                      | 4A           | *          | Höhere Schule im Bereich Land- und Forstwirtschaft mit angeschlossener Forschungsanstalt, in Bundesträgerschaft                                                                                            | 3 (2012)                      |
| Höhere Bundeslehr- und Versuchsanstalt                                                         | HBL[u]VA               | –               | 05 ∗       | Oberstufenform ∗                                      | 4A           | *          | Höhere gewerbliche Schule mit angeschlossener Versuchsanstalt, in Bundesträgerschaft | 3 (2012)                      |
| Höhere Internatsschule                                                                         | HI[B]                  | ×               | 04         | Oberstufenform                                        | 3A           | *          | ehemalige Oberstufen-Schulform des Gymnasiums mit Internat (in Bundesträgerschaft), heute nur mehr namentlich                                                                                              | (4) (2012)                    |
| Höhere Lehranstalt für Mode und Bekleidungstechnik                                             | HLM                    | 23111.5, 2311.2 | 05 ∗       | Oberstufenform ∗                                      | 4A           | */**       | Schulformen der höhere Schule für Textilberufe | 17 (2012)                     |
| Höhere Lehranstalt für Tourismus (Höhere Lehranstalt des Ausbildungsbereiches Fremdenverkehr)  | HLT                    | 2311.3          | 05 ∗       | Oberstufenform ∗                                      | 4A           | */**       | Schulreform für Tourismusberufe | 10 (2012)                     |
| Höhere Lehranstalt für wirtschaftliche Berufe (Höhere Schule für wirtschaftliche Berufe)       | HLW[B] (HWS)           | 23.3            | 05 ∗       | Oberstufenform ∗                                      | 4A           | *          | Schulart/Schulform der höheren Schule für Wirtschaftsberufe | 80 (2012)                     |
| Hauptschule                                                                                    | HS                     | 11.2            | 04         | Mittelstufe                                           | 2            |            | Wurde von 2012 bis 2018 in die Neue Mittelschule und mit dem Schuljahr 2020/21 in die Mittelschule weiterentwickelt, beziehungsweise durch sie ersetzt.                                                    | 0 (10.01.2020)                |
| Höhere Technische Bundeslehranstalt                                                            | HTBL[A]                | 2311.1          | 05 ∗       | Oberstufenform ∗                                      | 4A           | */**       | Höhere Schule für technische Berufe in Bundesträgerschaft | 52 (2012)                     |
| Höhere land- und forstwirtschaftliche Schule (Land- und forstwirtschaftliche höhere Schule)    | HLFS (LFHS)            | 23.5            | 05 ∗       | Oberstufenform ∗                                      | 4A           | */**       | Schulart/Schulform für Land- und forstwirtschaftliche Berufe mit Matura, einschließlich Ernährungswirtschaft, Lebensmittel- und Biotechnologie                                                             | 7 (2011/12)                   |
| Höhere Technische Bundeslehr- und Versuchsanstalt, Höhere Technische Lehr- und Versuchsanstalt | HT[B]L[u]VA            | 2311.1          | 05 ∗       | Oberstufenform ∗                                      | 4A           | */**       | Höhere Schule für technische Berufe mit angeschlossener Versuchsanstalt, in Bundesträgerschaft | 20 (2012)                     |
| Höhere Technische Lehranstalt                                                                  | HTL[A]                 | 2311.1          | 05 ∗       | Oberstufenform ∗                                      | 4A           | */**       | Schulformen einer höheren Schule für technische Berufe | 75 (mit HTBL, 2012)           |
| Bildungsanstalt für Kindergartenpädagogik                                                      | KGP                    | 23.5            |            |                                                       |              | –          | → BAKIP |                               |
| Konservatorium, K. für Kirchenmusik                                                            | –                      | 29.5 3903/2     | 15         | Oberstufenform BHS                                    | (0)–4B       | sonst.     | Form der berufsbildenden Statutsschule | ca. 15 (3 für Kirchenm.)      |
| Mittelschule                                                                                   | MS                     | 12.1/13.9       | 04         | Mittelstufe                                           | 2            |            | Schulform einer HS (Autonomieprojekt) oder AHS Unterstufe (Schulversuch im Bereich der 10- bis 14-Jährigen)                                                                                                | ca. 25 (2012)                 |
| Anstalten der Lehrerbildung und der Erzieherbildung                                            | LBS                    | 3               |            | Oberstufen-, Postsekundarform                         | 4A/B         | (*)/**     | Schulkategorie der Bildungseinrichtungen für höhere pädagogischen Berufe, sekundar und postsekundar | 38 (2011/12)                  |
| Landesberufsschule                                                                             | LBS                    | 21.1            | 02–4       | Begleitende Schule                                    | 3B           | LAP        | Schule der dualen Berufsbildung mit Lehre in Landesträgerschaft | 62 (2011)                     |
| Land- und forstwirtschaftliche Berufsschule                                                    | LF-BS                  | 21.3            | 02–4       | Begleitende Schule                                    | 3B           | LAP        | Schulart der BS für Land- und forstwirtschaftliche Berufe | 8 (2011/12)                   |
| Land- und forstwirtschaftliche Lehranstalt                                                     | LFLA                   | 23.5            | 04-5 ∗     | Oberstufenform ∗                                      | 3B/4A        | AP/*/**    | Schulen in Zuständigkeit des Landwirtschaftsministeriums | 12 (2011/12)                  |
| Lehr- und Forschungszentrum                                                                    | LFZ                    | 23.5            | 05 ∗       | Oberstufenform ∗                                      | 4A           | */**       | Schulen in Zuständigkeit des Landwirtschaftsministeriums, mit angeschlossenem Forschungszentrum | 4 (2011/12)                   |
| Land- und forstwirtschaftliche Fachschule (Land- und forstwirtschaftliche mittlere Schule)     | LFS (LFMS)             | 22.5            | 02–4 ∗     | Oberstufenform ∗                                      | 3B           | AP         | Schulart für Land- und forstwirtschaftliche Berufe ohne Matura | 96 (2011/12)                  |
| Lehrerbildende höhere Schule (Höhere Anstalten der Lehrerbildung und der Erzieherbildung)      | LHS                    | 3.3             | 01–3       | Oberstufen-, Postsekundarform                         | 4A           | **         | Schulsparte für Bildungseinrichtungen der pädagogischen Berufe, mit Diplom | 34 (2011/12)                  |
| Lehrerbildende mittlere Schule (Mittlere Anstalten der Lehrerbildung und der Erzieherbildung)  | LMS                    | 3.2             | 1–4 Sem.   | Oberstufen-, Postsekundarform                         | 3B           | AP         | Schulsparte für Lehrgänge der pädagogischen Qualifikationen (Leibeserzieher und Sportlehrer), ohne Matura                                                                                                  | 4 (2011/12)                   |
| Mädchenhauptschule                                                                             | MHS                    | 11.2            | 04         | Mittelstufe                                           | 2            |            | HS für Mädchen in geschlechtergetrenntem Unterricht | 5 (2012)                      |
| Mittelschule                                                                                   | MS                     | 12.1            | 04         | Mittelstufe                                           | 2            |            | Nachfolger der Hauptschule, gängigste Schulform in Österreich nach der Volksschule | 1.126 (2018)                  |
| Musikhauptschule                                                                               | MHS                    | 11.2            | 04         | Mittelstufe                                           | 2            |            | HS mit Autonomieschwerpunkt | 99 (2011/12)                  |
| Musikschule                                                                                    | –                      | 29.5 3901       | 15         | Grundstufe, Mittelstufe, teils vorschulisch           | (0)–3C       | sonst.     | Form der berufsbildenden Statutsschule | 430 (2012)                    |
| Musikschulen und Konservatorien                                                                | –                      | 29.5            | 15         | Alle Stufen                                           | (0)–4B       | (*)        | Form der Statutsschule | ca. 450                       |
| Musisch-pädagogisches Realgymnasium                                                            | MPRG                   | ×               | 04         | Oberstufenform AHS                                    | 3A           | *          | 1962–75 Oberstufenform der AHS, dann in das ORG umgewandelt | 0                             |
| Musikvolksschule                                                                               | MVS                    | 11.1            | 04         | Grundstufe                                            | 1            |            | VS mit Autonomieschwerpunkt |                               |
| Oberstufenrealgymnasium                                                                        | ORG                    | 13.5            | 04 ∗       | Oberstufenform AHS ∗                                  | 3A           | *          | Schulart einer Oberstufenform der AHS | 112 (mit BORG, 2013)          |
| Pädagogische Akademie (Akademien der Lehrerbildung und der Erzieherbildung)                    | PÄDAK (LAK, BPAK/PAKI) | ×               |            | Postsekundarform                                      | 4B           | **         | ehemalige Schulsparte/Schularten für niedere Lehrberufe (Volksschul-, Religionslehrer u. ä.), im Zuge der Professionalisierung im Lehrerberuf 2001 aufgehoben und durch BAKIP und Hochschulformen ersetzt. | –                             |
| Polytechnische Schule                                                                          | PS, PTS                | 11.4            | 01         | Mittelstufe                                           | 3C           |            | Schulart nicht weiterführender Schule zur Erfüllung der Schulpflicht, berufsvorbereitend | 255 (2011/12)                 |
| Pädagogisches Zentrum                                                                          | PZ                     | 11.3            |            |                                                       |              | –          | → SPZ, Sonderpädagogisches Zentrum |                               |
| Realgymnasium                                                                                  | RG                     | 13.3            | 08 ∗       | AHS ∗                                                 | 3A           | *          | Schulart des Gym. mit Schwerpunkt realistische Fächer | 152 (mit BRG, ohne WRG, 2012) |
| Realschule                                                                                     | RS                     | 192.1           | 06         | Mittelstufe                                           | 2/3          |            | Form der Statutsschule |                               |
| Sonstige allgemein bildende Schule (Statut)                                                    | SAS                    | 1.9             | div.       | AHS ∗                                                 | 2/3(A)       | (*)        | Schulsparte aller Schulen ohne Berufsabschluss, die keinem Typus einer öffentlich-rechtlichen Schule entsprechen, inkl. Schulen mit ausländischem Lehrplan                                                 | 119 (2011/12)                 |
| Studienberechtigungsprüfung                                                                    | SBP                    | 19.9            | div.       | AHS ∗                                                 | 4A           | *          | Schulform der Studienvorbereitung an einer Hochschule in deren Kompetenz, Dauer je nach Vorbildung |                               |
| Sonstige berufsbildende Schule (Statut)                                                        | SBS                    | 2.9             |            | Oberstufenn-, Postsekundarform                        | 3B, 4A/B     | AP, */**   | Schulsparte aller Schulen mit Berufsabschluss mit eigenständigem Bildungsplan | 69 (2011/12)                  |
| Sozialberufliche mittlere Schule                                                               | SMS                    | 22.4            | 01–3 ∗     | Oberstufenform ∗                                      | 3B           | AP         | Schulart einer Schule für Sozialberufe, ohne Matura | 16 (2011/12)                  |
| Akademie für Sozialarbeit                                                                      | SOZAK, SAK             | ×               |            | Postsekundarform                                      | 4B           | **         | ehemalige Schulsparte für mittlere Sozialberufe, im Schulrechtspaket 2005 aufgehoben und durch BASOP und Hochschulformen ersetzt.                                                                          | –                             |
| Sonderpädagogisches Zentrum                                                                    | SPZ, PZ                | 11.3            |            | Grundstufe, Mittelstufe                               | 1–3          | –          | Bezeichnung für Schulen mit mehreren Schulformen der Sonderschulen |                               |
| Sonderschule                                                                                   | SS, SO                 | 11.3            | 09         | Grundstufe, Mittelstufe                               | 1–3          |            | Schulart für sonderpädagogische Unterrichtsformen | 321 (2011/12)                 |
| Technische und Gewerbliche Lehranstalt                                                         | TGLA                   | –               | 05 ∗       | Oberstufenform ∗                                      | 4A           | */**       | Bezeichnung mehrerer Schulen der Schulart THS in Trägerschaft des Bundes, gehören zu den Zentrallehranstalten (ZLA)                                                                                        | 5 (2012)                      |
| Technische und gewerbliche höhere Schule                                                       | THS                    | 23.1            | 04–5 ∗     | Oberstufenform ∗                                      | 4A           | */**       | Schulart einer Schule für technische, gewerbliche und kunstgewerbliche Berufe mit Matura | 111 (2011/12)                 |
| Technische Hauptschule                                                                         | THS                    | 11.2            | 04         | Mittelstufe                                           | 2 (B)        |            | HS mit Autonomieschwerpunkt, berufsvorbereitend |                               |
| Gewerbliche, technische und kunstgewerbliche mittlere Schule                                   | TMS                    | 22.1            | 03–4 ∗     | Oberstufenform ∗                                      | 3B           | AP         | Schulart einer Schule für technische Berufe im weiteren Sinne, ohne Matura | 16 (2011/12)                  |
| Volksschule                                                                                    | VS                     | 11.1            | 04         | Grundstufe                                            | 1            |            | Schulart der Normalform der Primarstufe | 3.171 (2011/12)               |
| Wirtschaftskundliches Bundesrealgymnasium                                                      | WBRG, BGWIKU, WIKU-BRG | 13.4            | 08 ∗       | AHS ∗                                                 | 3A /B        | *          | WRG in Bundesträgerschaft | 10 (2012)                     |
| Mittlere Schule für wirtschaftliche Berufe                                                     | WMS                    | 22.3            |            |                                                       |              | –          | Schulart → FW |                               |
| Wiener Mittelschule                                                                            | WMS                    | 12.1            | 04         | Mittelstufe                                           | 2            |            | Neue Mittelschule-Versuche in Wien, in NMS und danach in MS umgewandelt |                               |
| Wirtschaftskundliches Realgymnasium                                                            | WRG, GWIKU, WIKU-RG    | 13.4            | 08 ∗       | AHS ∗                                                 | 3A /B        | *          | Schulart des Gym./RG mit Schwerpunkt wirtschaftskundliche Berufe | 17 (mit WBRG, 2012)           |
| Waldorfschule                                                                                  | WS                     | 192.2           | 12 (+)+VS  | Grundstufe, Mittelstufe, auch Oberstufe               | (0–)2/3      |            | Schulform einer Statutsschule nach Waldorfpädagogik | 16 (2012, 13 AHS)             |
| Werkschulheim                                                                                  | WSH                    | 133.1/2         | 09         | Mittel- und Oberstufenform                            | 4A           | */**       | Schulform, dem Realgymnasium bzw. der HTL vergleichbar | 2 (2012)                      |
| Zentrallehranstalt                                                                             | ZLA                    | –               | 05 ∗       | Oberstufenform ∗                                      | 4A           | */**       | Bezeichnung mehrerer Schulen der Schulart THS in Trägerschaft des Bundes, umfasst die TGLAs und LFLAs | 5 (2012)                      |
| Allgemeinbildende höhere Bundesschule                                                          | –                      | –               | div.       | Oberstufen- oder Postsekundarform                     | 2–4          | AP, */**   | Amtliche Bezeichnung aller „öffentlichen allgemeinbildenden höheren Schulen“ (§ 45 SchOG) |                               |
| Allgemein bildende Statutsschule                                                               | –                      | 19.2            | div.       | AHS                                                   | (0–)2/3(A)   | (*)        | Schulart der Statutsschulen, die einer AHS entsprechen | 112 (2011/12)                 |
| Allgemein bildende Schule Österreichs im Ausland                                               | –                      | 19.3            | div.       | AHS                                                   | (0–)2/3A     | (*)        | Schulart der Schulen mit AHS-artigem Lehrplan im Ausland | 6 (2012)                      |
| Bildungsstätte für seelenpflegebedürftige Kinder                                               | –                      | 192.3           | 12         | Grund-, Mittel- und Oberstufe                         | 1–3          |            | Form der Statutsschule |                               |
| Bauhandwerkerschule                                                                            | –                      | 22121.2         | 3–4 Mon. ∗ | Postsekundarform                                      | 5B           | **         | Lehrgang für Berufsqualifikationen in baugewerblichen Berufen |                               |
| Fachakademie                                                                                   | –                      | –               | 02+1       | Postsekundarform                                      | 4B           | */**       | Berufsbegleitende Schule zur Weiterbildung und Berufsreifeprüfung |                               |
| Schule mit Glocksee-Lehrplan                                                                   | –                      | 192.5           | 11+VS      | Alle Stufen                                           | (0–)2/3      |            | Form der Statutsschule |                               |
| Internationale Schule                                                                          | –                      | 19.1            | div.       | AHS                                                   | (0–)2/3(A)   | (*)        | Schulart der Schulen mit ausländischem Lehrplan | 9 (2011/12)                   |
| Kolleg                                                                                         | –                      | div.            | 02–3       | Postsekundarform                                      | 6            | **         | Schulformen der postsekundaren Lehrgänge mit Berufsabschluss für Maturanten |                               |
| KOMIT-Schule                                                                                   | –                      | 192.4           | 13+VS      | Alle Stufen                                           | (0–)2/3      |            | Form der Statutsschule |                               |
| Meisterschule (Meisterklasse)                                                                  | –                      | [ dS 15 ]       | 1–2 Sem. ∗ | Postsekundarform                                      | 5C           | **         | Lehrgang für diverse Berufsqualifikationen |                               |
| Montessori Statutsschule                                                                       | –                      | 192.6           | 12+VS      | Alle Stufen                                           | (0–)2/3      |            | Form der Statutsschule |                               |
| Privatschule                                                                                   | –                      | –               | div.       | Alle Stufen                                           | –            | –          | Sammelbegriff aller Schulen privater (nicht gebietskörperschaftlicher) Schulerhalter, mit oder ohne Öffentlichkeitsrecht                                                                                   | 640 (2011/12)                 |
| Statutsschule (Schule mit Organisationsstatut) (x)                                             | –                      | –               | div.       | Alle Stufen                                           | –            | (*)        | Sammelbegriff aller Schulen, allgemein- oder berufsbildend, die keinem Typus einer öffentlich-rechtlichen Schule entsprechen                                                                               | 188 (2011/12)                 |
| Vorbereitungslehrgang                                                                          | –                      | div.            | 01         | Oberstufenform                                        | 3C           |            | Schulformen für den Besuch eines Oberstufengymnasiums oder einer BHS für Berufsschüler |                               |
| Vorstudienlehrgang                                                                             | –                      | 19.9            | div.       | AHS ∗                                                 | 4A           | *          | Schulart der Studienvorbereitung an einer Hochschule für ausländische Studierende, Dauer je nach Vorbildung                                                                                                |                               |
| Werkmeisterschule                                                                              | –                      | 22121.2         | 3–4 Mon. ∗ | Postsekundarform                                      | 6            | **         | Lehrgang für die Ausbildung zum Meister in technischen Berufen |                               |
| Zertifizierte nichtschulische Bildungseinrichtung                                              | –                      | –               | div.       | Alle Stufen                                           | –            | –          | Sammelbegriff aller staatlich anerkannten Bildungseinrichtungen, die nicht dem österreichischen Schulsystem entsprechen                                                                                    |                               |

1. ↑  neben der BS, BMS uns BHS: Schulen im Gesundheitswesen: 255; Akademien im Gesundheitswesen: 23

## Weitere Schulkategorien, Schulsparten, Schularten, Schulformen
1. ↑  12.1 Modellversuche im Bereich der 10- bis 14-Jährigen: Schulart neuer Bildungswege an HS und AHS Unterstufe
2. 1 2 3 4 5 6 7 8 9  13.6 Gymnasien, Realgymnasien und wirtschaftskundliche Realgymnasien für Berufstätige (GB, RGB, WRGB)
3. ↑  13.1 Allgemein bildende höhere Schulen, 1. und 2. Klasse (AHS 1+2) bildet eine eigene Schulart
4. ↑  294.4 Ausbildung im gehobenen Dienst für Gesundheits- und Krankenpflege; 294.2 Ausbildung in der Pflegehilfe/Pflegehilfelehrgang
5. ↑  294.6 Ausbildung in den gehobenen medizinisch-technischen Diensten; 294.3 Ausbildung für den medizinisch-technischen Fachdienst
6. ↑  294.5 Ausbildung zur Hebamme
7. ↑  294.8 Ausbildung für Sanitäter; 294.7 Ausbildung für Sanitätshilfsdienste
8. ↑  294.9 Ausbildung zum medizinischen Masseur und Heilmasseur
9. ↑  23111.5 Höhere Lehranstalten des Ausbildungsbereiches Textil sind technisch-gewerblich im engeren Sinne; 2311.2 Höhere Lehranstalten des Ausbildungsbereiches Mode und Höhere Lehranstalt des Ausbildungsbereiches Bekleidung. Die Schulen bieten im Allgemeinen zwei Zweige an: Bekleidungstechnik (technisch) und Modedesign (gewerblich/kunstgewerblich)
10. ↑  ehemals 3.4: 34.1 Pädagogische Akademien und Institute (PAKI); 34.2 Berufspädagogische Akademien (BPAK); 34.3 Land- und forstwirtschaftliche berufspädagogische Akademien und Institute (LF BPAKI); 34.4: Religionspädagogische Akademien und Institute (REL PAKI); siehe Schulformensystematik Stand 2002/03
11. ↑  ehemals 24.1 Akademie für Sozialarbeit
12. ↑  fällt unter 13.1 Allgemein bildende höhere Schulen, 1. und 2. Klasse, 133.1 Realgymnasien, 3. und 4. Klasse und 133.2 Realgymnasien, 5. - 8.(9.) Klasse
13. ↑  weitere Formen unter 192.9 Schulen mit sonstigem allgemein bildenden Statutslehrplan
14. 1 2  das St. Georg-Kolleg Istanbul führt auch eine Handelsakademie, die Österreichische Schule Peter Mahringer Shkodra ist eine reine BHS: diese beiden werden als 2.9 Sonstige berufsbildende Schulen (Statut) / 29.1 Sonstige technische und gewerbliche Schule geführt
15. ↑  2212.1 technisch-gewerblich im engeren Sinne, 2212.2 für Bekleidungsgewerbe, 2212.3 Ausbildungsbereich Tourismus, 2212.4 kunstgewerblich
16. ↑  135.1 Übergangsstufen zum Oberstufenrealgymnasium; unter 13.7: Übergangsstufe zum Aufbaugymnasium und Aufbaurealgymnasium:

22121.6 Vorbereitungslehrgänge zur Vorbereitung auf die Aufnahme in eine höhere technische und gewerbliche Lehranstalt; 2222.4 Vorbereitungslehrgänge für die Aufnahme in eine kaufmännische höhere Schule;

unter 29.3 Sonstige sozialberufliche Schulen; 294.1 Vorbereitungsausbildung in der Gesundheits- und Krankenpflege

unter 33.1: Übergangsstufe für Bildungsanstalten für Kindergartenpädagogik